# Intel 8085
Der Intel 8085 ist ein 1976 eingeführter 8-Bit-Mikroprozessor von Intel. Als Nachfolger des Intel 8080 war er zu diesem binär-kompatibel, integrierte jedoch Taktgenerator (8224) und Buscontroller (8228) und besaß eine leistungsfähigere Interrupt-Behandlung. Die 5 im Namen bezog sich auf den Fakt, dass der Prozessor nur eine 5-Volt-Betriebsspannung benötigte. Am Markt konkurrierte der Intel 8085 mit dem im selben Jahr erschienenen Zilog Z80, der ebenfalls binär abwärtskompatibel zum Intel 8080 war. Zum Einsatz kam der Chip in verschiedenen CP/M-Computern, bei der Ausbildung von Elektronikern sowie als Mikrocontroller in Büroschreibmaschinen, Oszilloskopen, aber auch im Rover der Marssonde Pathfinder.

## Technische Daten

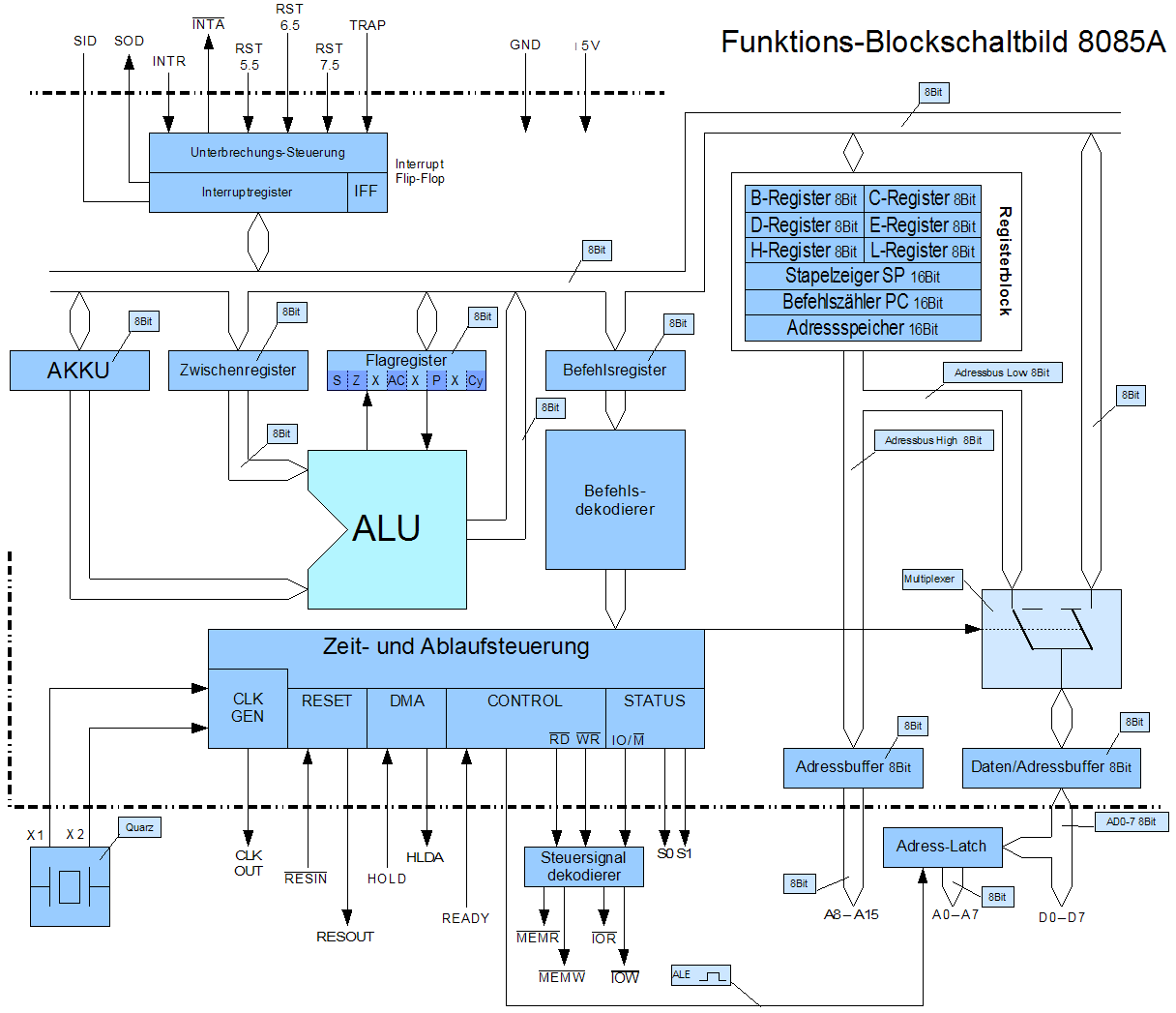
Intel 8085: Funktionsblockschaltbild

- Taktfrequenz: 5 MHz (andere Versionen mit 2 MHz, 3 MHz oder 6 MHz)
- Anzahl Transistoren: 6500 bei 3 µm Strukturgröße
- Datenbus: 8 Bit
- Adressbus: 16 Bit
- in der AH Version 20 % weniger Stromverbrauch gegenüber dem normalen 8085
- Direkt adressierbarer Speicher von 64 KB
- 1,3 µs Befehlszyklus (0,8 µs beim 8085AH-2 / 0,67 µs beim 8085AH-1)
- 4 vektorisierte Interrupt-Inputs (einer davon ist nicht maskierbar und ein anderer ist ein 8080A-kompatibler Interrupt)
- binäre 8-bit- und 16-bit-Addition, Unterstützung von 8-bit-BCD-Addition und -Subtraktion (DAA-Befehl)
- 40-Pin-DIL-Package

Neben dem Intel-Original wird der Prozessor auch von anderen Herstellern, teilweise mit verbesserten Eigenschaften, hergestellt. Der schnellste 8085-Prozessor stammt mit 8 MHz vom US-amerikanischen Unternehmen Tundra Semiconductor.

## Aufbau

### Anschlussbelegung und Funktion

Anschlussbelegung

| Bezeichnung (Symbol)         | Pin    | Eing. (E), Ausg. (A) | Funktion |
| ---------------------------- | ------ | -------------------- | --- |
| A8 – A15: (AH)               | 21–28  | A                    | Adressbus höherwertige 8 Bit der Speicher- oder Portadresse |
| AD0 – AD7: (AL oder D0 – D7) | 12–19  | E / A                | Gemultiplexter Adress- und Datenbus (Zeitmultiplexer) 1. Taktperiode eines Zyklus → Low-Byte einer Adresse 2. und 3. Taktperiode → Datenbus |
| ALE                          | 30     | A                    | Adress Latch Enable, Adressenspeicher Freigabe Signal 1: AD0–AD7 führen Adresse, ist aktiv beim ersten Taktzyklus während des ersten Maschinenzyklus. Dadurch wird der Adresszwischenspeicher freigegeben. |
| S0, S1                       | 29, 33 | A                    | Maschinenstatussignale, Anzeigen des Betriebszustandes der CPU \| S1 \| S0 \| Betriebszustand \| \| -- \| -- \| ----------------- \| \| 0 \| 0 \| Warten durch HOLD \| \| 0 \| 1 \| Operand schreiben \| \| 1 \| 0 \| Operand lesen \| \| 1 \| 1 \| Befehlscode holen \| definiert so zusammen mit IO/M den laufenden Maschinenzyklus                               |
| IO/M                         | 34     | A                    | Input-Output/Memory, I/O-Port-Zugriff/Speicher-Zugriff Unterscheidet zwischen Speicher- und I/O-Port-Zugriff 0 → Speicher-Zugriff 1 → I/O-Port-Zugriff |
| RD                           | 32     | A                    | Read, Lesen (Low-aktiv) 0 → CPU hat den Datenbus freigegeben und erwartet Daten vom Speicher oder Eingabeport 0 ↑ 1 (steigende Flanke) → CPU übernimmt die Daten vom Datenbus |
| WR                           | 31     | A                    | Write, Schreiben (Low-aktiv) 0 → CPU zeigt an, dass gültige Daten auf dem Datenbus liegen |
| READY                        | 35     | E                    | Ready, Bereitschaft 1 → Speicher- oder Portbausteine sind bereit zum Datentransfer 0 → CPU wartet mit Schreib- oder Lesezyklus |
| HOLD                         | 39     | E                    | Hold, Anhalten 1 → eine andere Einheit fordert die Busse an, CPU gibt den Bus frei, sobald die laufende Busoperation beendet ist. |
| HLDA                         | 38     | A                    | Hold Acknowledge, Bestätigung des HOLD-Zustandes HLDA ← 0 wenn HOLD-Aufforderung == 0 Eine halbe Taktperiode später übernimmt die CPU den Bus wieder. |
| INTR                         | 10     | E                    | Interrupt Request, Unterbrechungsanforderung allgemeiner Interrupt-Eingang zum Auslösen von Programmunterbrechungen von externen Signalen, wird per Software gesperrt oder freigegeben |
| INTA                         | 11     | A                    | Interrupt Acknowledge, Unterbrechungsannahme wird nach Annahme eines INTR anstelle von RD verwendet → Aktivierung eines Interruptbausteines |
| RST5.5 RST6.5 RST7.5         | 9 8 7  | E                    | Restart-Interrupts, Neustartunterbrechungen die durch die Befehle SIM und DI maskierbar sind. Alarmmeldung bei 0-1 Übergang. Hier wird nach 3Ch verzweigt. RST7.5 höchste Priorität der RSTs, RST5.5 die niedrigste. |
| TRAP                         | 6      | E                    | Nicht maskierbarer Restart-Interrupt-Eingang |
| RESIN                        | 36     | E                    | Reset Input, Rücksetz-Eingang Durch einen Reset wird der Programmzähler auf Null gesetzt. Außerdem werden die HLDA und HOLD Flip-Flops zurückgesetzt. Während des Resets sind Daten-, Adress- und Meldeleitungen hochohmig geschaltet. Da es sich hierbei um eine asynchrone Leitung handelt, können die internen Register in einen undefinierten Zustand gelangen. |
| RESOUT                       | 3      | A                    | Reset Output, System-Rücksetz-Signal Kann als Systemreset benutzt werden. Dieses Signal ist mit dem Prozessortakt synchronisiert. |
| X1, X2                       | 1, 2   | E                    | Takteingang |
| CLK                          | 37     | A                    | Clock, Taktausgang zur Verwendung als Systemtakt. Dieser ist halb so hoch als der an X1, X2 eingestellte |
| SID                          | 5      | E                    | Serial Input Data, Eingang für serielle Datenübertragung durch Ausführung des RIM-Befehls wird der Wert in den Akkumulator übernommen. |
| SOD                          | 4      | A                    | Serial Output Data, Ausgang für serielle Daten-Übertragung serieller Datenausgang, wird gesetzt oder zurückgesetzt durch einen SIM Befehl. |
| VCC +5 V                     | 40     |                      | Versorgungsspannung (+5 V) |
| VSS GND                      | 20     |                      | Masse (0 V) |
| S1                           | S0     | Betriebszustand      | |
| 0                            | 0      | Warten durch HOLD    | |
| 0                            | 1      | Operand schreiben    | |
| 1                            | 0      | Operand lesen        | |
| 1                            | 1      | Befehlscode holen    | |

### Register
Die 8-Bit-Register können für 16-Bit-Befehle zu Registerpaaren zusammengenommen werden, dies sind A/FLAG, B/C, D/E und H/L. Die Bildung der Registerpaare ist bei den Stackbefehlen PUSH und POP und bei Adressierungs- und Adressrechnungsbefehlen bedeutsam.
| Register | Register                  |
| Reg      | Funktion / Bedeutung      |
| -------- | ------------------------- |
| A        | Akkumulator (8 Bit)       |
| B        | allg. Register (8 Bit)    |
| C        | allg. Register (8 Bit)    |
| D        | allg. Register (8 Bit)    |
| E        | allg. Register (8 Bit)    |
| H        | allg. Register (8 Bit)    |
| L        | allg. Register (8 Bit)    |
| FLAG     | Zustandsregister (8 Bit)  |
| INT      | Interruptregister (8 Bit) |
| IC       | Befehlszähler (16 Bit)    |
| SP       | Stackpointer (16 Bit)     |

Die allgemeinen Register B, C, D und E dienen im Wesentlichen den logischen und arithmetischen 8-Bit-Operationen, die auch mit den Registern H und L möglich sind, aber vermieden werden sollten. Die letztgenannten Register spielen bei den 16-Bit-Operationen eine gewisse Sonderrolle. Die Ergebnisse der meisten Operationen stehen im Akkumulator A.

#### Registerpaare
Den Registerpaaren kommen dabei besondere Aufgaben zu, je nach der Art der Adressierung. So können die Registerpaare BC, DE und 'HL' benutzt werden, um in indizierter Adressierung Daten vom Arbeitsspeicher in den Akkumulator A zu lesen oder dorthin zu schreiben. Das Paar HL erlaubt neben dem Akkumulator den Einsatz aller 8 bit-Register A, B, C, D, H oder L als Quelle oder Ziel. Weitere Befehle erlauben den direkten Austausch der Inhalte der Registerpaare DE und HL, den Austausch des Inhalts der aktuellen Stapelspitze (SP+1)(SP) mit HL, den Inhalt von HL in den Stackpointer und auch den Inhalt von HL in den Befehlszähler zu kopieren. Die Registerpaare können inkrementiert, dekrementiert und zum Registerpaar HL addiert werden.
Die Technik mit den Registerpaaren wurde im Nachfolgemodell 8086 wesentlich erweitert.

#### Zustandsregister
Im Zustandsregister sind fünf der acht Bits belegt. Diese haben bei bedingten Sprüngen und Aufrufen die Aufgabe, zu entscheiden, ob eine Sprung- oder Aufrufbedingung erfüllt ist. Dies sind im Einzelnen N (negativ) bzw. S (sign), Z (zero – Null), H (half carry – Halbübertrag) bzw. AC (Auxiliary Carry – Hilfsübertrag), P (parity – Parität) und C (Carry – Übertrag).
| Zustandsregister | Zustandsregister | Zustandsregister | Zustandsregister | Zustandsregister | Zustandsregister | Zustandsregister | Zustandsregister |
| 7                | 6                | 5                | 4                | 3                | 2                | 1                | 0                |
| N/S              | Z                | –                | H/AC             | –                | P                | –                | C                |
| ---------------- | ---------------- | ---------------- | ---------------- | ---------------- | ---------------- | ---------------- | ---------------- |

Gesetzt werden die Bits bei allen logischen und arithmetischen 8-Bit-Operationen, nicht jedoch bei Kopier- und Austauschbefehlen. Von den 16-Bit-Befehlen setzt nur die Addition eines Registerpaares zum Paar H/L das Carry-Bit. Wichtig bei Increment- und Decrement-Befehlen ist das Fehlen des C-Bits (Carry), bei 8-Bit-Operationen kann ein Überlauf nur mit dem Z-Bit (Zero) überprüft werden, bei 16-Bitoperationen nur durch nachgeschaltete OR-Befehle.

#### Interruptregister
| Interruptregister (Schreiben und Lesen) | Interruptregister (Schreiben und Lesen) | Interruptregister (Schreiben und Lesen) | Interruptregister (Schreiben und Lesen) | Interruptregister (Schreiben und Lesen) | Interruptregister (Schreiben und Lesen) | Interruptregister (Schreiben und Lesen) | Interruptregister (Schreiben und Lesen) |
| 7                                       | 6                                       | 5                                       | 4                                       | 3                                       | 2                                       | 1                                       | 0                                       |
| –                                       | 0                                       | –                                       | R7.5                                    | MSE                                     | M7.5                                    | M6.5                                    | M5.5                                    |
| –                                       | I7.5                                    | I6.5                                    | I5.5                                    | INTE                                    | M7.5                                    | M6.5                                    | M5.5                                    |
| --------------------------------------- | --------------------------------------- | --------------------------------------- | --------------------------------------- | --------------------------------------- | --------------------------------------- | --------------------------------------- | --------------------------------------- |

Die Belegung des Interruptregisters ist abhängig von Schreib- oder Lesezugriff und Betriebsart unterschiedlich. Das Register dient im Wesentlichen zur Abfrage und Überprüfung von Interruptzuständen und der Maskierung (Sperrung) einzelner Interrupts. Beim Schreiben (SIM-Befehl) in das Register muss Bit 6 immer 0 sein, um das Register zu verändern, darüber hinaus muss Bit 3 (MSE) auf 1 gesetzt sein, um die Interruptmaskierung in den Bits 0 bis 2 zu übernehmen.

### Interrupts und Reset
| Hardwareinterrupts | Hardwareinterrupts                  |
| Int.               | Funktion / Bedeutung                |
| ------------------ | ----------------------------------- |
| TRAP               | (Pin 6) – positiv flankengetriggert |
| RST 5.5            | (Pin 9) – positiv pegelgetriggert   |
| RST 6.5            | (Pin 8) – positiv pegelgetriggert   |
| RST 7.5            | (Pin 7) – positiv flankengetriggert |
| /RESIN             | (Pin 36) – negativ pegelgetriggert  |

| Interruptvektoren          | Interruptvektoren |
| Adresse                    | Auslösung         |
| -------------------------- | ----------------- |
| 0000h                      | RESIN / RST 0     |
| 0008h                      | RST 1             |
| 0010h                      | RST 2             |
| 0018h                      | RST 3             |
| 0020h                      | RST 4             |
| 0024h                      | TRAP              |
| 0028h                      | RST 5             |
| 002Ch                      | RST 5.5           |
| 0030h                      | RST 6             |
| 0034h                      | RST 6.5           |
| 0038h                      | RST 7             |
| 003Ch                      | RST 7.5           |
| kursiv = Softwareinterrupt |                   |

Gegenüber dem Vorgänger 8080 wurde die Interruptsteuerung deutlich erweitert. Neben dem ursprünglichen Interrupt (durch Interrupt-Controller gesteuert) verfügt der 8085 über vier weitere Interrupteingänge. Die vektorisierten Interrupts und der Reset steuern im 8085 feste Adressen an, ein Konzept, das bei den Nachfolgertypen aufgegeben wurde. Ab dem 8086 werden die Interruptadressen in einer Tabelle in den ersten 1024 Bytes gespeichert.

### Adressierung
Der 8085 verfügt über einen Adressraum von 64 KBytes für Speicherzugriffe und 256 Adressen für Portzugriffe. Die Unterscheidung zwischen Speicher- und Portzugriff wird durch einen Ausgang IO/M geregelt, bei Portzugriffen liegt hier ein H an, bei Speicherzugriffen ein L. Als Besonderheit gilt, dass bei Portzugriffen die Portadresse sowohl an AD0 bis AD7 als auch an A8 bis A15 anliegen. Die niederwertigen 8 Bits der Adresse sind gemeinsam mit den Datenbus gemultiplext, das bedeutet, sie teilen sich die gleichen Anschlüsse AD0 bis AD7. Die höherwertigen 8 Bits haben eigene Anschlüsse A8 bis A15. Um anzuzeigen, dass eine gültige Adresse am Bus anliegt, gibt der Prozessor am Ausgang ALE (Address Latch Enable) ein H aus. Die Adresse kann dann in einem externen Speicher zwischengespeichert werden, dabei übernimmt ein negativ flankengetriggerter oder positiv pulsgetriggerter externer Speicherbaustein (meist ein D-Flipflop) den Inhalt von AD0 bis AD7 und gibt dies an die niederwertigen acht Bits des reinen Adressbusses aus. In manchen Schaltungen wird zur Verbesserung des Zeitverhaltens auch das höherwertige Adressbyte A8 bis A15 ebenfalls zwischengespeichert, auch wenn dies für den 8085 eigentlich nicht zwingend erforderlich ist.
Über die Ausgänge S0 und S1 wird darüber hinaus der Status des laufenden Maschinenzyklus ausgegeben (siehe Tabelle oben). Durch externe Bausteine kann hiermit eine Adresserweiterung aufgebaut werden, die aber nicht an die Segmentsteuerung der Nachfolgemodelle heranreicht.

## Maschinenbefehle

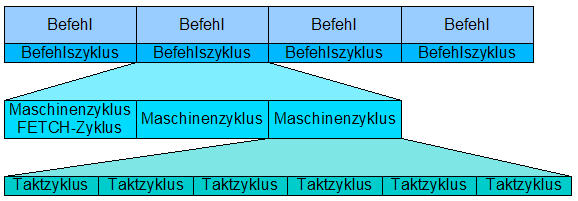
Schematischer Aufbau eines Maschinenbefehls

### Befehlsaufbau
Ein Assembler-Programm besteht aus einer Folge von 8-Bit-Befehlen, in Ausnahmefällen auch Befehlen, die aus 2 aufeinanderfolgenden Bytes bestehen. Die Abarbeitung erfolgt stets sequentiell. Bei einer Wortbreite von 8 Bit sind maximal 256 verschiedene Befehle möglich, von denen beim 8085 aber nur 246 implementiert sind. Bei jedem Befehl enthält das erste Byte den Operationscode (Op-Code), ist also der Operator. Oft ist der Operand, also z. B. der Akkumulator, schon implizit enthalten, dann ist der ganze Befehl nur ein Byte lang. Der Befehl insgesamt kann aber auch 2 oder 3 Byte lang sein:
- 1-Byte-Befehl: Nur Operationscode
- 2-Byte-Befehl: Operationscode + Operand (8-Bit-Konstante oder 8-Bit-Portadresse)
- 3-Byte-Befehl: Operationscode + Operand (16-Bit-Konstante oder 16-Bit-Adresse).

Der Befehlsablauf im Mikroprozessor entspricht dem Von-Neumann-Schema. Zunächst wird der Befehl, auf den der Inhalt des Befehlszählregisters (Program Counter, PC, IC) zeigt, geholt und in den Befehlsdekoder gespeichert. Dort wird er dann dekodiert.

Abarbeitungsschritte eines Maschinenbefehls des 8085

Ein Befehl benötigt 1 bis 5 Maschinenzyklen (Maschine Cycle, Operationszyklen) M1 – M5
Ein Maschinenzyklus besteht aus 3 bis 6 Taktzyklen (States, Operationschritte) T1 – T6.
Je nach Befehl wird eine unterschiedliche Anzahl von Maschinenzyklen abgearbeitet. Dies wird im ersten Maschinenzyklus (Befehlsaufruf, FETCH-Zyklus) erkannt.

#### Befehlszyklen, Maschinenzyklen, Taktzyklen
Die Zeitspanne für einen Maschinenzyklus beträgt etwa 3–6 Takte bei „alten“ Mikroprozessoren. Typische Maschinenzyklen, die innerhalb eines Befehlszyklus auftreten können, sind:
1. Befehlsaufruf (OPCODE-Fetch)
2. Speicher lesen (Memory Read)
3. Speicher schreiben (Memory Write)
4. Stapelspeicher lesen (Stack pop)= zweimal Speicher lesen
5. Stapelspeicher einschreiben (Stack push) = zweimal Speicher schreiben
6. Eingabe (Input)
7. Ausgabe (Output)

### Befehlssatz
| Mnemonic                           | Bytes | Takte   | Funktion des Befehls |
| ---------------------------------- | ----- | ------- | --- |
| Transferbefehle                    |       |         | |
| Register nach Register             |       |         | |
| MOV r1,r2                          | 1     | 04      | r1,r2 = A,B,C,D,E,H,L:Lade Register r1 mit dem Inhalt von Register r2.                                                                                           |
| XCHG                               | 1     | 04      | Vertausche Inhalt der Registerpaare (D,E) und (H,L) |
| XTHL                               | 1     | 16      | Vertausche den Inhalt des Registerpaares (H,L) und den Inhalt des Wortes, das durch den Stackpointer adressiert ist.                                             |
| SPHL                               | 1     | 06      | Lade Stackpointer mit dem Inhalt des Registerpaares (H,L). |
| Speicher, Peripherie nach Register |       |         | |
| MOV r1,M                           | 1     | 07      | Lade Register r1 mit dem Inhalt des Speicherbytes das durch den Inhalt des Registerpaares (H,L) adressiert ist.                                                  |
| LDA adr                            | 3     | 13      | Akkumulator laden mit dem Inhalt der Adresse adr. |
| LDAX rp                            | 1     | 07      | rp= B,D Akkumulator laden mit dem Inhalt der Speicherzelle die durch den Inhalt des Registerpaares rp adressiert ist.                                            |
| LHLD adr                           | 3     | 16      | Lade Registerpaar (H,L) mit dem Inhalt der Adresse adr und (adr+1)                                                                                               |
| POP rp                             | 1     | 10      | rp= B,D,H,PSW: Registerpaar rp wird mit dem Wort geladen, das durch den Stackpointer adressiert ist                                                              |
| IN nr                              | 2     | 10      | Akkumulator wird mit dem Inhalt des Eingabekanal (Nummer nr < 256) geladen                                                                                       |
| Konstante nach Registerpaar        |       |         | |
| LXI rp, adr                        | 3     | 10      | rp=B,D,H,SPLade Registerpaar rp mit Wert adr. |
| Register nach Speicher, Peripherie |       |         | |
| MOV M,r1                           | 1     | 07      | r1 =A;B;C;D;E;H oder L:Inhalt von Register r1 auf den Speicherplatz abspeichern, der durch den Inhalt des Registerpaares (H,L) adressiert ist.                   |
| STA adr                            | 3     | 13      | Akkumulator-Inhalt unter Adresse adr abspeichern |
| STAX rp                            | 1     | 07      | rp=B,D: Akkumulator in dem Byte abspeichern, das durch den Inhalt des Registerpaares rp adressiert ist.                                                          |
| SHLD adr                           | 3     | 16      | Registerpaar(H,L) unter Adresse adr und (adr +1) speichern. |
| PUSH rp                            | 1     | 12      | rp=B,D,H,PSWInhalt des Registerpaares rp wird in das Wort übertragen, das durch den Stackpointer adressiert ist.                                                 |
| OUT nr                             | 2     | 10      | Akkumulator wird auf Ausgabekanal (Nummer nr < 256) ausgegeben.                                                                                                  |
| Konstante nach Register, Speicher  |       |         | |
| MVI M,konst                        | 2     | 10      | Lade den Speicherplatz, der durch den Inhalt des Registerpaares (H,L) adressiert ist, mit der Konstanten (konst= Konstante < 256)                                |
| MVI r1,konst                       | 2     | 07      | r1=A,B,C,D,E,G,H oder L: Lade Register r1 mit der Konstanten (konst < 256)                                                                                       |
| Arithmetische Befehle              |       |         | |
| INR r1                             | 1     | 04      | r1=A,B,C,D,E,F,H oder L: Zum Inhalt der Registers r1 wird 1 addiert.                                                                                             |
| INR M                              | 1     | 10      | Zum Inhalt des durch Registerpaar (H,L) adressierten Bytes wird 1 addiert.                                                                                       |
| DCR r1                             | 1     | 04      | r1=A,B,C,D,E,F,H oder L: Vom Inhalt des Registers r1 wird 1 subtrahiert.                                                                                         |
| DCR M                              | 1     | 10      | Vom Inhalt des durch Registerpaar (H,L) adressierten Bytes wird 1 subtrahiert.                                                                                   |
| INX rp                             | 1     | 06      | rp=B,D,H,SP: Der Inhalt des Registerpaares wird um 1 erhöht. |
| DCX rp                             | 1     | 06      | rp=B,D,H,SP: Der Inhalt des Registerpaares rp wird um 1 erniedrigt.                                                                                              |
| ADD r1                             | 1     | 04      | r1=A,B,C,D,E,F,H oder L: Inhalt von r1 wird zum Inhalt des Akkumulators addiert.                                                                                 |
| ADD M                              | 1     | 07      | Inhalt des Speicherbytes, das durch den Inhalt des Registerpaares (H,L) adressiert ist, wird zum Akkumulator addiert.                                            |
| ADC r1                             | 1     | 04      | r1=A,B,C,D,E,F,H oder L: Inhalt von Register r1 und Inhalt des Carry-Bits werden zum Akkumulator addiert                                                         |
| ADC M                              | 1     | 07      | Inhalt des Speicherbytes, das durch den Inhalt des Registerpaares (H,L) adressiert ist und der Inhalt des Carry-Bits werden zum Inhalt des Akkumulators addiert. |
| DAD rp                             | 1     | 10      | rp=B,D,H,SP: Inhalt des Registerpaares rp und der Inhalt des Registerpaares (H,L) werden addiert. Das Ergebnis steht in (H,L).                                   |
| SUB r1                             | 1     | 04      | r1=A,B,C,D,E,H oder L: Inhalt des Registerpaares wird vom Akkumulator subtrahiert.                                                                               |
| SUB M                              | 1     | 07      | Inhalt des Speicherbytes, das durch den Inhalt des Registerpaares (H,L) adressiert ist, wird vom Akkumulator subtrahiert.                                        |
| SBB r1                             | 1     | 04      | r1=A,B,C,D,E,H oder L: Inhalt von Register r1 und Inhalt des Carry -Bits werden vom Akkumulator-Inhalt subtrahiert.                                              |
| SBB M                              | 1     | 07      | Inhalt des Speicherbytes, das durch das Registerpaar (H,L) adressiert ist und Inhalt des Carry-Bits werden vom Akkumulator subtrahiert                           |
| ADI konst                          | 2     | 07      | Konstante (konst < 256) wird zum Inhalt des Akkumulators addiert.                                                                                                |
| ACI konst                          | 2     | 07      | Zum Akkumulator-Inhalt werden die Konstante (konst < 256) und das Carry-Bit addiert.                                                                             |
| SUI konst                          | 2     | 07      | Konstante (konst < 256) wird vom Inhalt des Akkumulators subtrahiert.                                                                                            |
| SBI konst                          | 2     | 07      | Vom Akkumulator-Inhalt werden die Konstante (konst < 256) und das Carry-Bit subtrahiert.                                                                         |
| DAA                                | 1     | 07      | Akkumulatorinhalt wird in eine zweistellige Zahl umgewandelt. |
| Logische Operationen               |       |         | |
| CMA                                | 1     | 04      | Akkumulatorinhalt wird negiert. |
| ANA r1                             | 1     | 04      | r1=A,B,C,D,E,H oder L: Akkumulator und der Inhalt des Registers r1 werden UND verknüpft.                                                                         |
| ANA M                              | 1     | 07      | Der Inhalt des durch Registerpaar (H,L) adressierten Bytes werden mit dem Akkumulator UND verknüpft.                                                             |
| ANI konst                          | 2     | 07      | Der Akkumulator wird mit der konstanten (konst < 256) UND verknüpft.                                                                                             |
| ORA r1                             | 1     | 04      | r1=A,B,C,D,E,H oder L:Akkumulatorinhalt wird mit dem Inhalt des Registers r1 ODER verknüpft.                                                                     |
| ORA M                              | 1     | 07      | Inhalt des über Registerpaar (H,L) adressierten Bytes wird mit dem Inhalt des Akkumulators ODER verknüpft.                                                       |
| ORI konst                          | 2     | 07      | Akkumulator-Inhalt wird mit der Konstanten (konst < 256) ODER verknüpft.                                                                                         |
| XRA r1                             | 1     | 04      | Akkumulator wird mit dem Inhalt des Registers r1 EXCLUSIV-ODER verknüpft.                                                                                        |
| XRA M                              | 1     | 07      | Das über Register (H,L) adressierte Byte wird mit dem Akkumulator-Inhalt EXCLUSIV-ODER verknüpft.                                                                |
| XRI konst                          | 2     | 07      | Der Akkumulator wird mit der Konstanten (konst < 256) EXCLUSIV-ODER verknüpft.                                                                                   |
| CMP r1                             | 1     | 04      | Akkumulator wird mit dem Inhalt des Registers verglichen. Sind die Werte gleich wird das Zeroflag gesetzt.                                                       |
| CMP M                              | 1     | 07      | Akkumulator wird mit dem Inhalt des durch Registerpaar (H,L) adressierten Bytes verglichen.                                                                      |
| CPI konst                          | 2     | 07      | Akkumulator wird mit der Konstanten (konst < 256) verglichen. |
| Registeranweisungen                |       |         | |
| Akkumulator rotieren               |       |         | |
| RLC                                | 1     | 04      | Akkumulatorinhalt wird zyklisch um 1 Bit nach links verschoben. Bit 2^7 wird in das Carry-Bit geschrieben. Bit 2^0 = Bit 2^7                                     |
| RRC                                | 1     | 04      | Akkumulatorinhalt wird zyklisch um 1 Bit nach rechts verschoben. Bit 2^0 wird in das Carry-Bit geschrieben. Bit 2^7 = Bit 2^0                                    |
| RAL                                | 1     | 04      | Akkumulatorinhalt wird zyklisch um 1 Bit nach links verschoben. Bit 2^7 wird in das Carry-Bit und das Carry-Bit in das Bit 2^0 geschrieben.                      |
| RAR                                | 1     | 04      | Akkumulatorinhalt wird zyklisch um 1 Bit nach rechts verschoben. Bit 2^0 wird in das Carry-Bit und das Carry-Bit in das Bit 2^7 geschrieben.                     |
| Übertragsbit-Anweisungen           |       |         | |
| CMC                                | 1     | 04      | Carry-Bit wird negiert. |
| STC                                | 1     | 04      | Carry-Bit wird gesetzt. |
| Sprungbefehle                      |       |         | |
| Unbedingte Sprünge                 |       |         | |
| PCHL                               | 1     | 06      | Programm wird an der Adresse fortgesetzt die im Registerpaar (H,L) steht.                                                                                        |
| JMP adr                            | 3     | 10      | Programm wird an der Adresse adr fortgesetzt |
| Bedingte Sprünge                   |       |         | |
| JC adr                             | 3     | 07 / 10 | Bei Carry-Bit = 1 wird das Programm bei der Adresse adr fortgesetzt.                                                                                             |
| JNC adr                            | 3     | 07 / 10 | Bei Carry-Bit = 0 wird das Programm bei der Adresse adr fortgesetzt                                                                                              |
| JZ adr                             | 3     | 07 / 10 | Bei Zero-Bit = 1 wird das Programm bei der Adresse adr fortgesetzt                                                                                               |
| JNZ adr                            | 3     | 07 / 10 | Bei Zero-Bit = 0 wird das Programm bei der Adresse adr fortgesetzt                                                                                               |
| JM adr                             | 3     | 07 / 10 | Bei Sign-Bit = 1 wird das Programm bei der Adresse adr fortgesetzt                                                                                               |
| JP adr                             | 3     | 07 / 10 | Bei Sign-Bit = 0 wird das Programm bei der Adresse adr fortgesetzt                                                                                               |
| JPE adr                            | 3     | 07 / 10 | Bei Parity-Bit = 1 wird das Programm bei der Adresse adr fortgesetzt                                                                                             |
| JPO adr                            | 3     | 07 / 10 | Bei Parity-Bit = 0 wird das Programm bei der Adresse adr fortgesetzt                                                                                             |
| Unterprogrammbehandlung            |       |         | |
| Unterprogrammaufrufe               |       |         | |
| CALL adr                           | 3     | 18      | Programm wird bei der Adresse adr fortgesetzt |
| CC adr                             | 3     | 09 / 18 | Bei Carry-Bit = 1 wird das Programm bei der Adresse adr fortgesetzt                                                                                              |
| CNC adr                            | 3     | 09 / 18 | Bei Carry-Bit = 0 wird das Programm bei der Adresse adr fortgesetzt                                                                                              |
| CZ adr                             | 3     | 09 / 18 | Bei Zero -Bit = 1 wird das Programm bei der Adresse adr fortgesetzt                                                                                              |
| CNZ adr                            | 3     | 09 / 18 | Bei Zero -Bit = 0 wird das Programm bei der Adresse adr fortgesetzt                                                                                              |
| CM adr                             | 3     | 09 / 18 | Bei Sign -Bit = 1 wird das Programm bei der Adresse adr fortgesetzt                                                                                              |
| CP adr                             | 3     | 09 / 18 | Bei Sign -Bit = 0 wird das Programm bei der Adresse adr fortgesetzt                                                                                              |
| CPE adr                            | 3     | 09 / 18 | Bei Parity-Bit = 1 wird das Programm bei der Adresse adr fortgesetzt                                                                                             |
| CPO adr                            | 3     | 09 / 18 | Bei Parity-Bit = 0 wird das Programm bei der Adresse adr fortgesetzt                                                                                             |
| RST konst                          | 1     | 12      | Programm wird auf der Adresse 8x konst fortgesetzt (konst = 0–7)                                                                                                 |
| Rücksprungbefehle                  |       |         | |
| RET                                | 1     | 10      | Programm wird an der Adresse fortgesetzt, die in dem Wort steht, das über den Stackpointer adressiert ist.                                                       |
| RC                                 | 1     | 06 / 12 | Carry-Bit = 1 wird das Programm an der Adresse fortgesetzt, die in dem über den Stackpointer adressierten Wort steht.                                            |
| RNC                                | 1     | 06 / 12 | Carry-Bit = 0 wird das Programm an der Adresse fortgesetzt, die in dem über den Stackpointer adressierten Wort steht.                                            |
| RZ                                 | 1     | 06 / 12 | Zero -Bit = 1 wird das Programm an der Adresse fortgesetzt, die in dem über den Stackpointer adressierten Wort steht.                                            |
| RNZ                                | 1     | 06 / 12 | Zero -Bit = 0 wird das Programm an der Adresse fortgesetzt, die in dem über den Stackpointer adressierten Wort steht.                                            |
| RM                                 | 1     | 06 / 12 | Sign -Bit = 1 wird das Programm an der Adresse fortgesetzt, die in dem über den Stackpointer adressierten Wort steht.                                            |
| RP                                 | 1     | 06 / 12 | Sign -Bit = 0 wird das Programm an der Adresse fortgesetzt, die in dem über den Stackpointer adressierten Wort steht.                                            |
| RPE                                | 1     | 06 / 12 | Parity-Bit = 1 wird das Programm an der Adresse fortgesetzt, die in dem über den Stackpointer adressierten Wort steht.                                           |
| RPO                                | 1     | 06 / 12 | Parity-Bit = 0 wird das Programm an der Adresse fortgesetzt, die in dem über den Stackpointer adressierten Wort steht.                                           |
| Programmunterbrechung              |       |         | |
| EI                                 | 1     | 04      | Interrupt-Flipflop wird gesetzt; Der Mikroprozessor kann eine Unterbrechungsanforderung annehmen                                                                 |
| DI                                 | 1     | 04      | Interrupt-Flipflop wird rückgesetzt. Der Mikroprozessor ignoriert Unterbrechungsanforderungen.                                                                   |
| Maskenbit-Befehle                  |       |         | |
| RIM                                | 1     | 04      | Lies Unterbrechungsmaske und seriellen Eingang in Akkumulator ein.                                                                                               |
| SIM                                | 1     | 04      | Setze Unterbrechungsmaske und seriellen Ausgang. |
| Sonstiger Befehl                   |       |         | |
| HLT                                | 1     | 05      | Programm hält an bis eine Unterbrechungsanforderung eintritt. |
| NOP                                | 1     | 04      | Leerbefehl (No operation) |
| Mnemonic                           | Bytes | Takte   | Funktion des Befehls |

## Beispielprogramm
Einfaches Programm mit Ein- und Ausgabe
```
 
; Ein Kommentar wird mit einem Semikolon bzw. Strichpunkt eingeleitet, der Text dahinter wird vom Assembler ignoriert

 
mark:
 
; eine Marke wird mit einem Doppelpunkt gekennzeichnet

 
star:
 
IN
 
01
       
;Einlesen des Ports 01

       
OUT
 
02
      
;Ausgabe am Port 02

       
JMP
 
star
    
;Ruecksprung zum Programmanfang

```

Komplexeres Programm
Dieses Programm stellt ein kleines Lauflicht dar. Es lässt sich mit Bit D7 an der Eingabebaugruppe AN und AUS schalten. Mit Bit D6 wird die Rotationsrichtung festgelegt (rechts oder links) und mit Bit D0 kann man zwischen 2 Laufgeschwindigkeiten wählen. Pause sollte auf 0 und Bit D7 auf 1 gesetzt werden.
```
 
;Hauptprogramm

       
MVI
 
B
,
01
    
;Anfangswert für Rotation

 
mei:
  
IN
 
01
       
;Ein? (Bit D7=1?)

       
ANI
 
80
      
;Bitmaske für D7

       
JZ
 
mei
      
;-->MEI, wenn nicht "EIN"

       
MOV
 
A
,
B
     
;Lauflicht ansteuern

       
OUT
 
02

       
IN
 
01
       
;Linksrotation? (Bit D6=1?)

       
ANI
 
40
      
;Bitmaske für D6

       
JZ
 
rr
       
;-->RR, wenn keine Linksrotation

       
MOV
 
A
,
B

       
RLC
         
;nächste Linksrotation

       
MOV
 
B
,
A

 
mv:
   
IN
 
01
       
;schnelle Rotation? (Bit D0=1?)

       
ANI
 
01
      
;Bitmaske für Bit D0

       
JZ
 
ze2
      
;-->ZE2, wenn langsam

       
CALL
 
ze1
    
;sonst Unterprogramm ZE1 aufrufen

       
JMP
 
mei

 
;Rechtsrotation

 
rr:
   
MOV
 
A
,
B

       
RRC
         
;nächste Rechtsrotation

       
MOV
 
B
,
A

       
JMP
 
mv

 
;Zeitschleife 1

 
ze1:
  
LXI
 
D
,
0001
  
;Z laden

 
mz1:
  
DCX
 
D
       
;Z:=Z-1

       
MOV
 
A
,
D
     
;Z=0?

       
ORA
 
E

       
JNZ
 
mz1
     
;-->MZ1, wenn nicht 0

       
RET
         
;Rücksprung…

 
;Zeitschleife 2

 
ze2:
  
LXI
 
D
,
0006
  
;Z laden

 
mz2:
  
DCR
 
D
       
;Z:=Z-1

       
MOV
 
A
,
D
     
;Z=0?

       
ORA
 
E

       
JNZ
 
mz2
     
;-->MZ2, wenn nicht 0

       
JMP
 
mei

```

Programm zum Speicher ausgeben
```
 
;Tabellen:

       
;tab1

       
ORA
 
0
e100
   
;Tabellenadresse

       
DB
 
01
,
02
,
04
,
08
,
10
,
20
,
40
,
80
,
00

       
;tab2:

       
ORG
 
0
e200
   
;Tabellenadresse

       
DB
 
01
,
03
,
07
,
0
F
,
1
F
,
3
F
,
7
F
,
0
FF
,
00

 
;Hauptprogramm

       
ORA
 
0
e000
   
;Startadresse

       
LXI
 
SP
,
0
fc32
;Stackpointer mit der Adresse fc32 laden

                   
;eine Null muss bei Hex-Buchstaben vorangestellt werden

       
LC
          
;Labeltabelle löschen

 
;Programmfunktion:

                   
;Marken bzw. Labels werden mit einem Doppelpunkt initialisiert

 
star:
 
IN
 
01
       
;Der Hex-Wert vom Eingabe Port mit der

                   
;Adresse 01 wird in den Akkumulator geladen

       
ANI
 
01
      
;UND-Verknüpfung des Hex-Wertes 01 mit dem Akku

       
JZ
 
sch1
     
;Wenn das Zero-Flag gesetzt ist, springe zur Marke "sch1"

       
JNZ
 
sch2
    
;Wenn das Zero-Flag nicht gesetzt ist, springe zur Marke "sch2"

 
;1. Unterprogramm

 
sch1:
 
LXI
 
H
,
0
e100
 
;Lädt das Registerpaar HL mit der Adresse e100

 
loo1:
 
MOV
 
A
,
M
     
;Der Wert der in der Speicherzelle steht, welche durch das Registerpaar

                   
;HL adressiert ist in den Akku

       
ORA
 
A
       
;ODER-Verknüpfung des Akkus mit sich selbst

       
JZ
 
star
     
;Wenn das Zero-Flag gesetzt ist, springe zur Marke "star"

       
OUT
 
02
      
;Der Inhalt des Akkus wird an den Ausgabeport übergeben

       
INX
 
H
       
;Die Tabellenadresse in HL wird um den Wert 1 erhöht

       
CALL
 
0895
   
;UP-Aufruf

                   
;UP für eine Zeitschleife von 0,2 Sekunden

       
JMP
 
loo1
    
;Programmbereich wiederholen, springe nach "loo1"

 
;2. Unterprogramm

 
sch2:
 
LXI
 
H
,
0
e200
 
;Lädt das Registerpaar HL mit der Adresse E200

 
loo2:
 
MOV
 
A
,
M
     
;Der Wert der in der Speicherzelle steht, welche durch das Registerpaar

                   
;HL adressiert ist in den Akku

       
ORA
 
A
       
;ODER-Verknüpfung des Akkus mit sich selbst

       
JZ
 
star
     
;Wenn das Zero-Flag gesetzt ist, springe zur Marke "star"

       
OUT
 
02
      
;Der Inhalt des Akkus wird an den Ausgabeport übergeben

       
INX
 
H
       
;Die Tabellenadresse in HL wird um den Wert 1 erhöht

       
CALL
 
0895
   
;UP-Aufruf

                   
;UP für eine Zeitschleife von 0,2 Sekunden

       
JMP
 
loo2
    
;Programmbereich wiederholen, springe nach "loo2"

 
stop:
 
JMP
 
stop
    
;Endlosschleife, um bei einem Fehler das weiterlaufen des

                   
;Programmes zu verhindern.

```

## Simulation
Für die Betriebssysteme Microsoft Windows und Linux gibt es unter anderem den kostenlosen und quelloffenen Simulator GNUSim8085, der unter der GNU General Public License steht.

## Peripheriebausteine (Auswahl)
- Intel 8251 Serielle Schnittstelle
- Intel 8253, Intel 8254 Zähler/Zeitgeber
- Intel 8255 Parallele Schnittstelle
- Intel 8257, Intel 8237 DMA-Controller
- Intel 8259 Interrupt-Steuerung